# Путник
Путник је српско презиме јужнословенског порекла. Значајни људи са овим презименом су:
- Јосиф Путник (1777-1830), епископ Српске православне цркве
- Мојсије Путник (1728-1790), српски православни вероисповедник
- Радомир Путник (1847-1917), први српски фелдмаршал